# Doe Hans

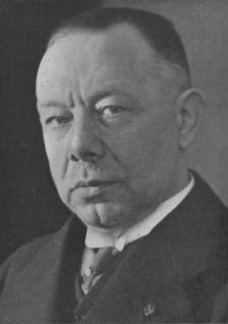
Doe Hans

Doe Hans (Hellevoetsluis, 4 december 1882 – 's-Gravenhage, 4 januari 1946) was een Nederlands (parlementair) journalist, dichter, schrijver en striptekenaar.

## Levensloop
Hans werd geboren in Hellevoetsluis, maar groeide op in Maassluis en na het overlijden van zijn vader in Rotterdam. Na de kweekschool werd Hans geen onderwijzer, maar sportjournalist. In september 1903 schreef hij zijn eerste reportage voor Het Sportblad. In 1904 werd hij hoofdredacteur van dit blad. Van 1905 tot 1918 was hij hoofdredacteur van De Rotterdamsche Sport, dat later De Sport zou gaan heten. Voor dit blad schreef hij onder het pseudoniem Elly sonnetten over voetbal.
In de door Doe Hans bedachte en enkele jaren getekende strip over een Sparta Rotterdam-supporter 'Den Optimist' kwam een kanariepiet voor met de naam 'Sparta-Piet'. Deze Sparta-Piet vormde de basis van de huidige mascotte van Sparta.
Vanaf 1905 werd hij tevens parlementair journalist bij De Telegraaf.
In 1920 werd hij voorzitter van het bestuur de Nederlandsche Journalisten-Kring (NJK), nadat hij in 1917 al vicevoorzitter was geworden. Hij maakte zich in deze rol sterk voor de arbeidsvoorwaarden van journalisten en hun maatschappelijke positie. Het aanzien van journalisten was in de beginperiode van Hans' voorzitterschap nog laag, maar hij slaagde erin dit op te krikken wat onder meer blijkt uit een in opdracht van koningin Wilhelmina  door haar particulier secretaris geschreven brief aan het bestuur van de NJK in maart 1937. In 1937 moest Hans zijn voorzitterschap neerleggen om gezondheidsredenen.
Voor de radio hield Hans regelmatig voordrachten en verzorgde hij de verslaglegging van de jaarlijkse opening van de Staten-Generaal. Dit bezorgde hem bekendheid bij het grote publiek. Ook schreef hij diverse boeken, waaronder kinderboeken over voetbal.
In 1930 werd Hans hoofdredacteur en parlementair journalist van De Avondpost. Op 14 mei 1940, een dag voor de capitulatie van Nederland, verscheen dit dagblad voor het laatst. De eigenaar van het Sijthoff-concern, die dit blad uitgaf,  had Hans toen al ontslagen omdat hij te Oranjegezind was.
Tijdens de Tweede Wereldoorlog weigerde Hans, een fervent tegenstander van het nationaalsocialisme, journalistieke functies. Ondanks dat hij lichamelijk en geestelijk onder de oorlog geleden had, werd hij na de oorlog hoofdredacteur van het Haagse dagblad De Telex. Begin 1946 overleed hij.

## Conflict met Simon Vestdijk en Menno ter Braak
In zijn tijd als hoofdredacteur van De Avondpost voerde Hans actief campagne tegen bepaalde schrijvers die hij "intellectualisten" noemde. In het bijzonder verzette Hans zich tegen Simon Vestdijk, omdat diens roman De nadagen van Pilatus "zoovelen heeft gegriefd in hun gevoelens" en Menno ter Braak. Hans noemde hen "geestelijke en moreele kaapvaarders" en zelfs een gevaar voor de natie. Het conflict escaleerde nadat Ter Braak zich neerbuigend had uitgelaten over de roman Bartje van Anne de Vries. Hans was van mening dat Bartje een voorbeeld was van 'waarachtige kunst'. Ter Braak en andere intellecualisten zouden volgens Hans slechts boeken schrijven die in eigen kring gelezen werden  'om daarna uit het gezichtsveld te verdwijnen', terwijl een boek als Bartje ontroering en gevoel bezat. Hans noemde Bartje zelfs als voorbeeld de 'maat aller dingen'. Na de aanval van Hans op Ter Braak na het verschijnen van Bartje schreef Ter Braak
De heer Hans heeft echter niet het recht, datgene wat hij voor zijn pleizier leest, klakkeloos aan te dienen als ‘waarachtige kunst’ (evenmin als wie ook), alsof hij nu speciaal van hoogerhand het privilege zou hebben ontvangen om uit te maken, wat waarachtig is en wat niet; als hij zich dat recht aanmatigt, op grond van zijn buitengewone waardeering voor het gemiddelde gemiddelde, dan bewijst hij dat hij de begrippen cultuur en gemiddelde op een hopelooze manier verwart, dan is hij een teeken des tijds.
In 1939 schreef Menno ter Braak het verhaal 'Het gemiddelde', dat gaat over de rancuneuze kleinburger, met Doe Hans als bevelhebber van de school der 'Hanseaten'.

## Boeken[7]
- Jan Blauw-Wit. Een verhaal van een voetballer	(1911)
- Het Nederlandsche parlement (1911)
- Parlements-film (1924)
- Prinses Juliana (1927)
- Thorbecke (1932)
- De Oranje-dynastie (1938)
- De knalclub van 3A (ca. 1925)
- Zonnebloem. Nieuwe lotgevallen van de knalclub van 3A (ca. 1925)